# Sisante
Sisante es un municipio y localidad español de la provincia de Cuenca, en la comunidad autónoma de Castilla-La Mancha. El término municipal tiene población de 1660 habitantes (INE 2024).

## Historia
A mediados del siglo XIX, la villa tenía contabilizada una población de 3229 habitantes. Aparece descrita en el decimocuarto volumen del Diccionario geográfico-estadístico-histórico de España y sus posesiones de Ultramar de Pascual Madoz de la siguiente manera:

SISANTE: v. con ayunt. en la prov. y dióc. de Cuenca (12 leg.), part. jud. de San Clemente (3), aud. terr. de Albacete (8), y c. g. de Castilla la Nueva (Madrid 28): sit. hacia el estremo S. de la prov. sobre una pequeña colina dominada por otras dos mayores, titulada la del N. Cuesta de la Muela, y Sierra de la Virgen de la Cabeza la del S.: su clima es templado, combatido por los vientos de E. y O. y poco propenso á entermedades á escepcion de algunas pulmonias que se notan en el invierno. Consta de 680 casas algunas de regular construccion, escuela de niños concurrida por 49 y dotada con 1,650 rs.; otra de niñas á la que asisten 39, retribuida por los padres de las discipulas; varios pozos para el vecindario; igl. parr. (Sta. Catalina) servida por un cura de término y 3 tenientes, de la que es aneja la de Pozo Amargo; varias ermitas cuyas advocaciones son la Concepcion; San Bartolomé, San Antonio Abad, Virgen de los Desamparados ermitilla de la vega y San José, dist. 200 pasos al O. en el campo santo; un monasterio de monjas Nazarenas de la primera regla de Sta. Clara, cuya efigie de Jesús Nazareno, obra de Doña Luisa Roldan escultora de cámara es de un gran mérito, y se hizo por mandado de Cárlos II para hacer un regalo al pontífice Inocencio III, que después no se efectuó por las circunstancias que ocurrieron. El térm. confina por N. con el de Atalaya y Tevar; E. Vara de Rey; S. Pozo Amargo, y O. Picazo: el terreno es de buena calidad y en especial la parte de redonda ó sea cerca del pueblo, lo restante es arenisco y poco productivo; á una leg. O. del pueblo pasa el r. Jucar: al N. del pueblo 3/4 leg. se halla el monte titulado la Olivilla poblado de encina y al E. el dicho de la v. tallar de carrasca y pinos. En el año de 1828 se sacaron por unos labradores en el sitio de las Posturas y en el collado llamado del Tesoro vestigios de pobl. y una losa con una inscripcion sepulcral: en 1842 se han hecho algunas escavaciones y se han hallado trozos de vasijas ant., huesos humanos y de otros animales, y á la profundidad de 5 varas, paredes de piedra y greda, hornos de figura cónica y otra infinidad de vestigios. Los caminos son locales y el que de Cuenca conduce á Albacete y el de la Mancha para Valencia todos es malísimo estado pasan por la v.: la correspondencia se recibe de la adm. subalterna de San Clemente lunes, jueves y sábados y sale martes, viernes y domingos. prod.: pocos cereales, mucho vino, aceite y azafran de escelente calidad, zumaque y toda clase de legumbres; se cria grana que recogen los valencianos y los naturales la desprecian, destruyendo la coscoja para combustible: hay poco ganado lanar; y caza de liebres, perdices y conejos. ind.: la agrícola, 2 molinos harineros, 20 vigas y 6 prensas para la estraccion del aceite, y un tejar; varios vecinos dedicados á los oficios y artes mecánicas indispensables en un pueblo. pobl.: 812 vec., 3,229 alm. cap. prod.: 13.469,980 rs. imp.: 673,499.
(Madoz, 1849, p. 407)

Sisante ganó en 2021 el concurso "El Pueblo Más Bonito de Castilla-La Mancha".

## Demografía
Sisante cuenta con una población de 1660 habitantes (INE 2024).

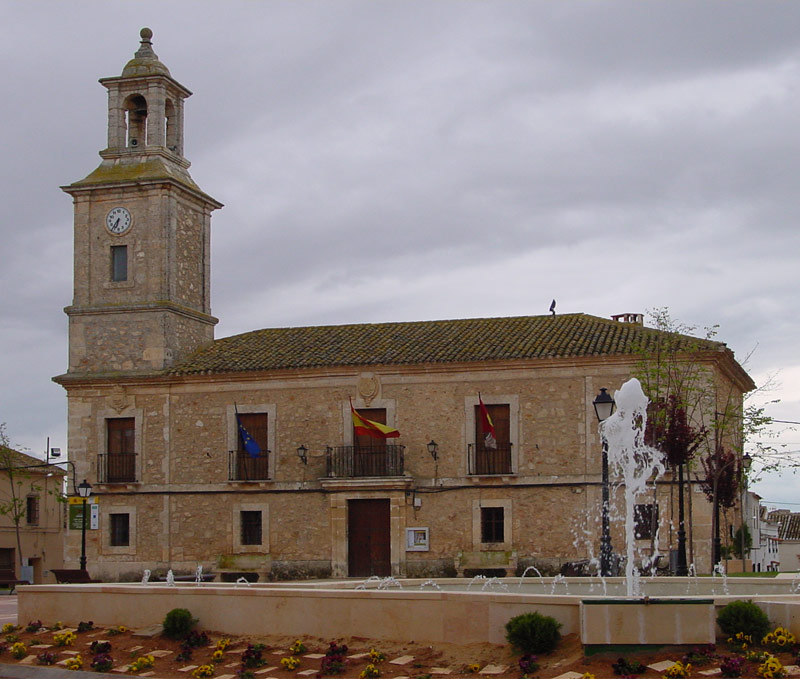
Casa consistorial de Sisante

| Gráfica de evolución demográfica de Sisante entre 1842 y 2021                                                       |
| |
| Población de derecho según los censos de población del INE Población de hecho según los censos de población del INE |

## Economía
Su actividad principal es la agricultura, destacando sobre todo el cultivo de la vid, el almendro, el olivo, el cereal y las leguminosas. 
También destaca su parque eólico (compartido con Vara de Rey, Tébar y Atalaya del Cañavate), con un total de 132 molinos eólicos que cuentan con una potencia nominal total de 198 MW y que generan en torno a 436 GWh anualmente.

## Comunicaciones
Está comunicada por la A-31 (Autovía de Alicante), la N-310 (Manzanares-Villanueva de la Jara) y la carretera de La Roda (CUV-8306). Y por la A-3 Autovía Madrid - Valencia.

## Patrimonio

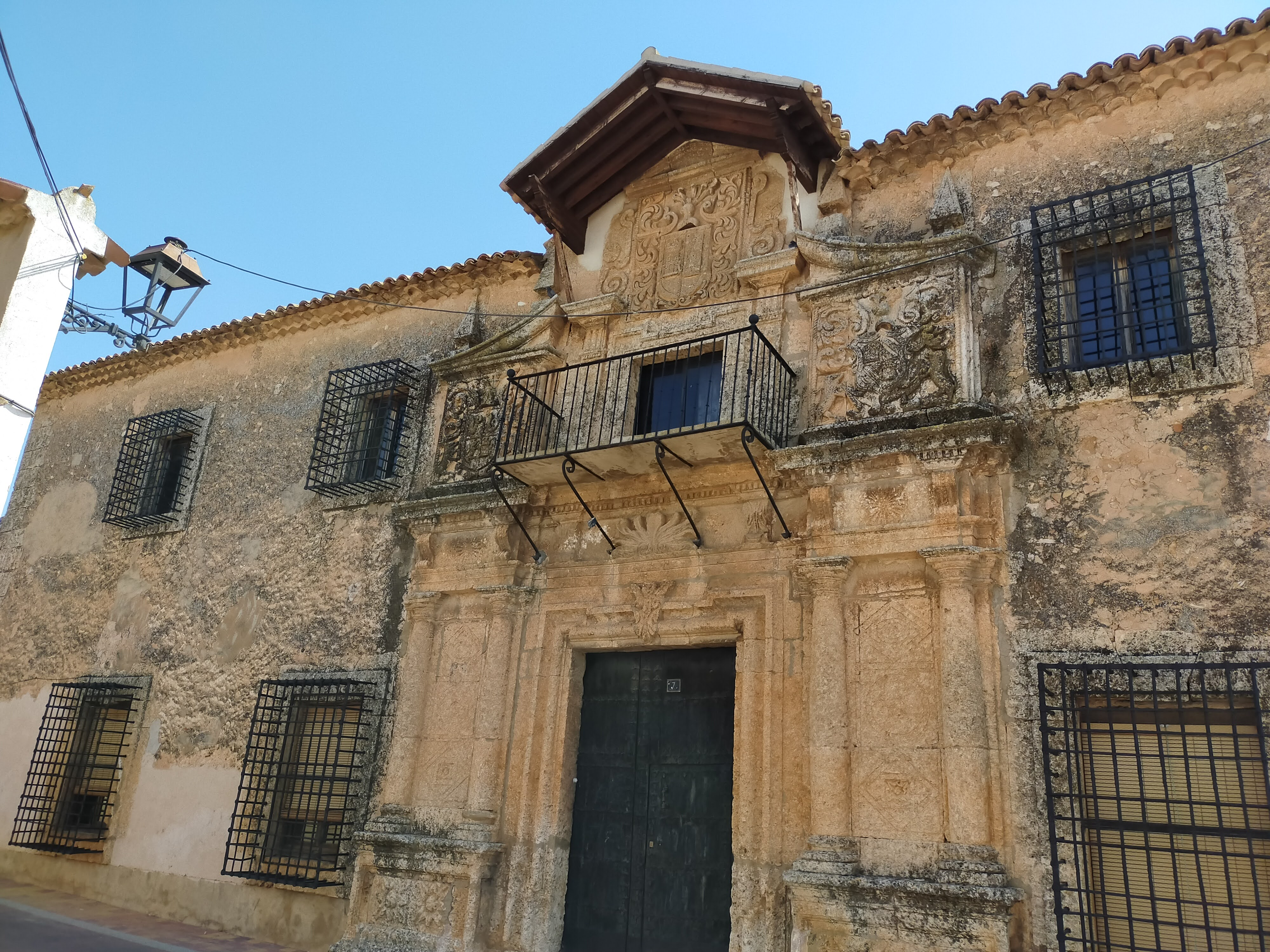
Casa palacio La Sevillana

- Iglesia de Santa Catalina: fue construida en el siglo XVII aunque se consolida en el siglo XVIII. Está situada en una de las partes más elevadas del pueblo, exactamente en la plaza de Fernández Turégano. Es de planta de cruz latina, con bóvedas de cañón y con capillas que recorren todo el interior. Destaca la capilla del Rosario en uno de los brazos de la misma. En el exterior resaltan los contrafuertes y la torre de tres cuerpos con campanario. Como elemento curioso se observa un reloj de sol en su lateral derecho.
- Convento de las Religiosas Clarisas: (llamadas nazarenas en el pueblo) que fundó el Padre Hortelano nacido en dicho pueblo el 29 de mayo de 1656 y que llevó en vida el nombre de Don Cristóbal Jesús Hortelano y de la Fuente. Después de haber estudiado en Alcalá de Henares y Cuenca, fue ordenado subdiácono y diácono ejerciendo el ministerio sacerdotal en dichos lugares hasta que decidió volverse a su pueblo. El Convento de las Nazarenas data de principios del siglo XVIII, las obras comenzaron el día 14 de octubre de 1702 y concluyeron el 18 de mayo de 1708. El Convento consta de tres pisos con excelentes luces, multitud de habitaciones para los oficios y demás servicios de la comunidad, entre los que merece especial mención la enfermería, el noviciado, el refectorio y la sala de labor. El origen del Convento fue el beaterio que creó el mencionado Padre Hortelano el 6 de enero de 1695, con licencia del obispo de la diócesis, en el cual recogió a siete mujeres mayores de edad, a excepción de una de ellas que tenía 15 años, con el fin de que hicieran vida en común conventual. Posteriormente trasladó a las beatas desde la casa de alquiler donde se hallaban a una que compró. Arregló una ermita bajo la advocación de Jesús Nazareno, y dijo la primera misa. Dentro del Convento se encuentra el Padre Jesús Nazareno atribuido a Luisa Roldán así como una imagen de La Dolorosa.
- Casa consistorial: situada en la Plaza del Doctor Turégano frente al lateral de la Iglesia. Edificio de dos plantas y torre construido con cal y canto, esta última recientemente reformada. En la puerta principal del mismo se encuentra una inscripción con el año en que se construyó que dice: "Reinando felizmente el Señor Don Carlos IV, siendo corregidor Don Manuel Avellán, año 1789".
- Padre Jesús Nazareno: por la escultora Luisa Roldán. La imagen había sido encargada por el rey Carlos II a su escultora de cámara, para ser ofrecida como regalo al Papa Inocencio III, detalle que de por sí demuestra lo bien considerada que estaba Luisa Roldán como escultora en aquella época. Al morir Inocencio III, la imagen es destinada al Monasterio de El Escorial, pero cuando ya estaba preparada para ser enviada allí muere el Rey Carlos II en 1700, y la imagen queda en casa de “La Roldana”, al fallecer ésta continúa en poder de sus hijos, llegando a pasar más tarde, junto con una imagen de la Virgen Dolorosa al Convento de Nazarenas de Sisante. La imagen de Jesús Nazareno fue adquirida por el Padre Cristóbal Jesús Hortelano y de la Fuente el 14 de septiembre de 1711 (día de la exaltación de la cruz), y desde esta fecha se encuentra entronizado en el precioso camarín del Convento de Clarisas de Sisante, y de cuyo trono barroco sólo debe descender cada 100 años según manda la tradición. Ha salido en procesión en las siguientes situaciones:
  - En 1819, ocho años después de lo previsto,por causa de la Guerra de la Independencia como primera función del centenar, como se le llamó.
  - En 1911, cumpliendo el II Centenario.
  - En 1939, con carácter excepcional, la imagen mutilada salió del Convento y fue trasladada a Cuenca para ser restaurada.
  - En 1940, ya restaurada por el escultor Coullant Vallera volvió a Sisante.
  - En 2000, por ser un año jubilar.
  - En 2011, cumpliendo el III Centenario.

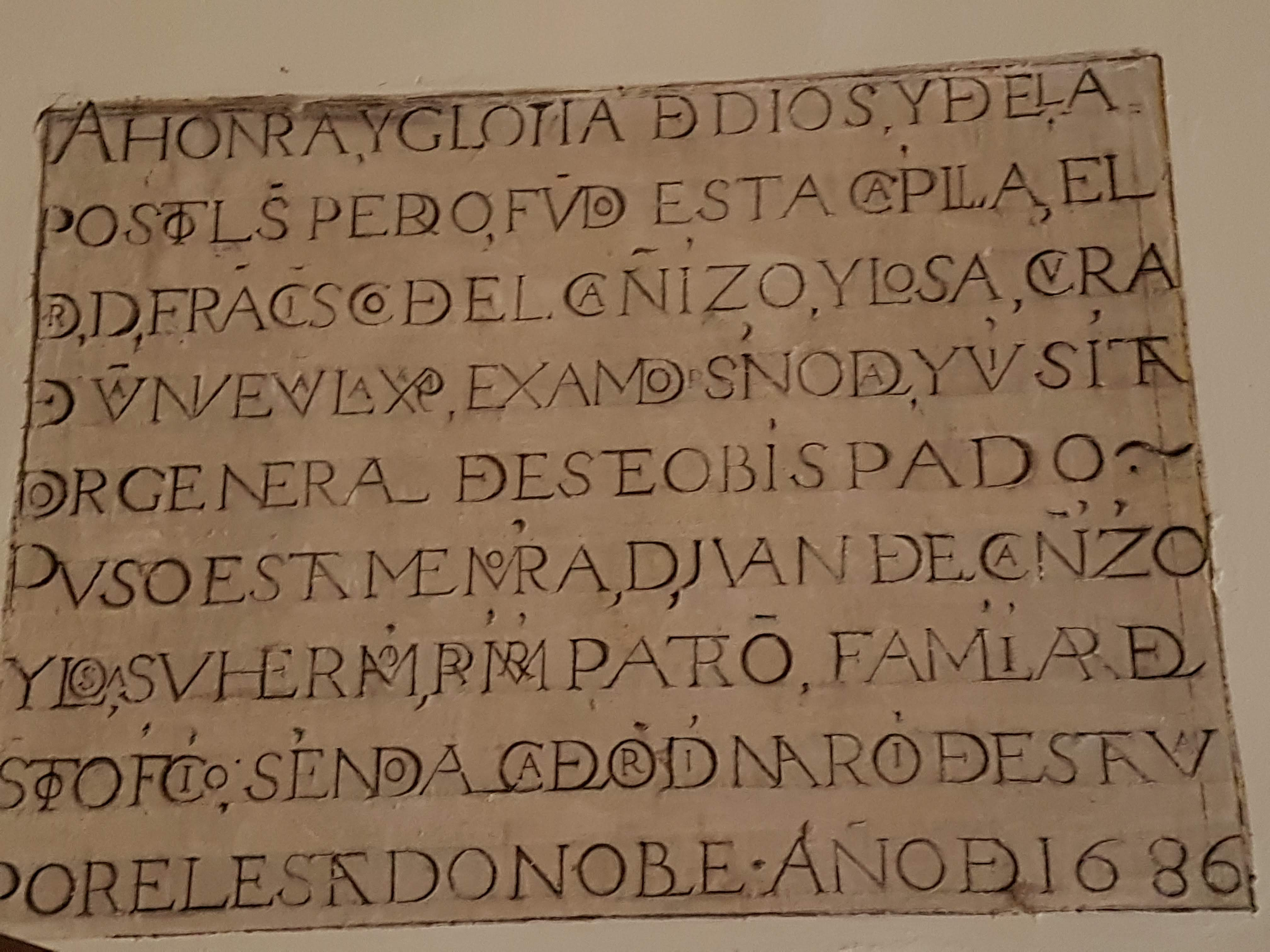
mención familia Losa

- Escudo en la capilla familiar hoy perteneciente a hijos de Juan Jose Berruga De Arcemención familia LosaCasa-Palacio La Sevillana: situada en la calle del Convento es fiel reflejo del gran auge y desarrollo que se vivió en Sisante durante los siglos XVII y XVIII. Data de finales del siglo XVII y consta de una enorme portada adornada por dos pares de columnas a ambos lados y tres escudos, uno situado sobre el balcón y dos a los lados. Los escudos son los mismos por ser la misma familia que los que se encuentran en la casa del Don Francisco De Arce y Losa "El Calatravo" en la calle Espuche 13, hidalgos de este pueblo, el escudo también aparece en la capilla propiedad de la familia dentro de la iglesia. Se cree que el nombre con el que se conoce a este palacio "La Sevillana" procede de los antepasados de Don Luís del Cañizo y Losa que descendían de Constantina, pueblo del obispado de Sevilla.

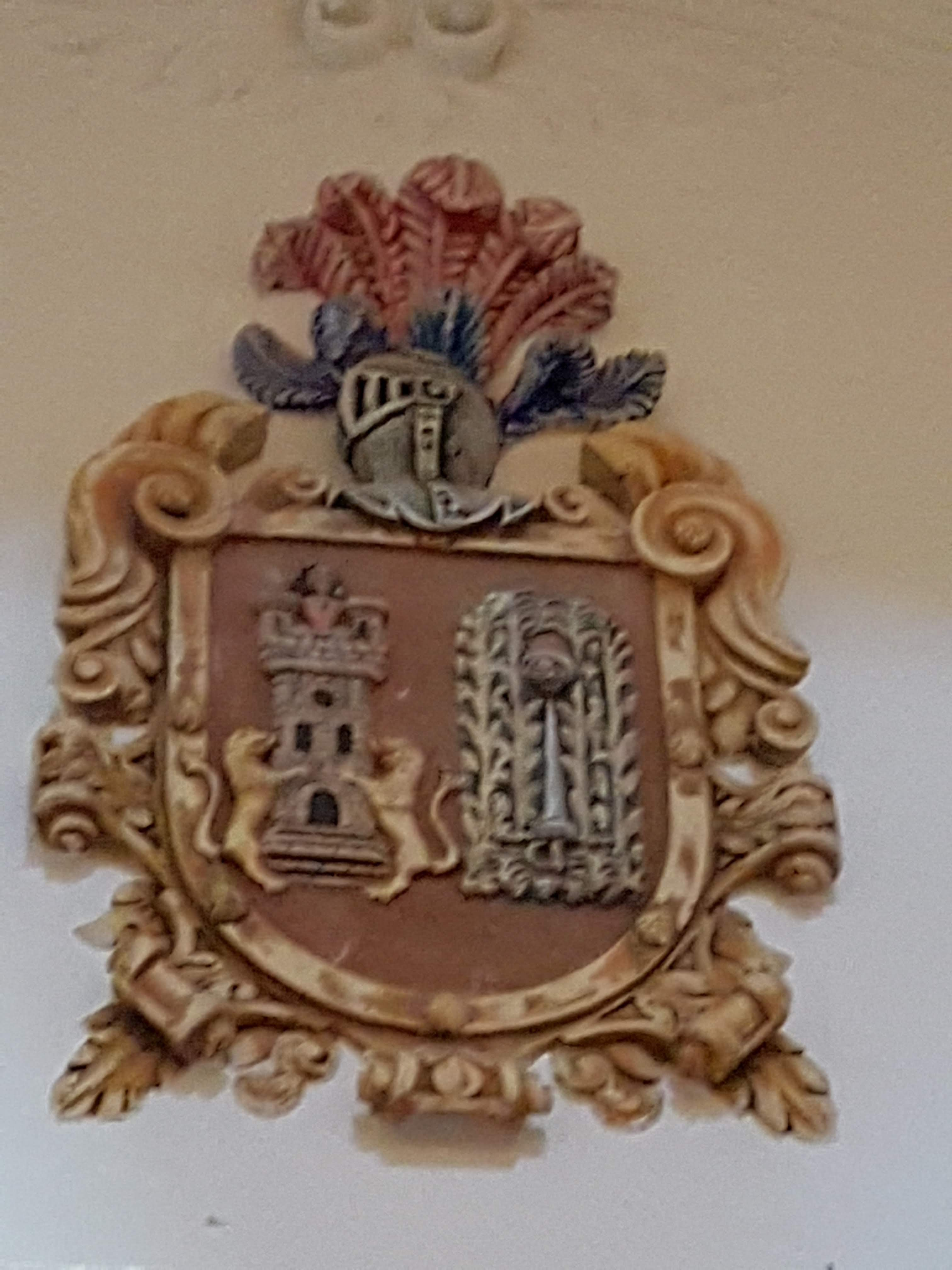
Escudo en la capilla familiar hoy perteneciente a hijos de Juan Jose Berruga De Arce

- Ermita de San Antón: se encuentra situada en la calle San Antón. Data de finales del siglo XVIII. Es un edificio de planta cuadrada y volumen sencillo a cuatro aguas.

- Ermita San Bartolomé: situada en la calle San Bartolomé, data de finales del siglo XVI. Dispone de un espacio interior cuadrado de cinco por cinco metros aproximadamente, cubierto por una cúpula de media naranja con cupulín iluminado sobre pechinas. Todo está ornamentado en yesos de relieve policromados.

- Ermita de la Concepción: data del siglo XVII. Ermita de una nave. Adosada a la calle con un valor aislado, se accede a través de un arco de medio punto. En el interior, en el lateral de la nave, existen tres capillas, a su derecha nos encontramos el camarín y capilla del santo entierro. Fue restaurada en la posguerra.

## Fiestas

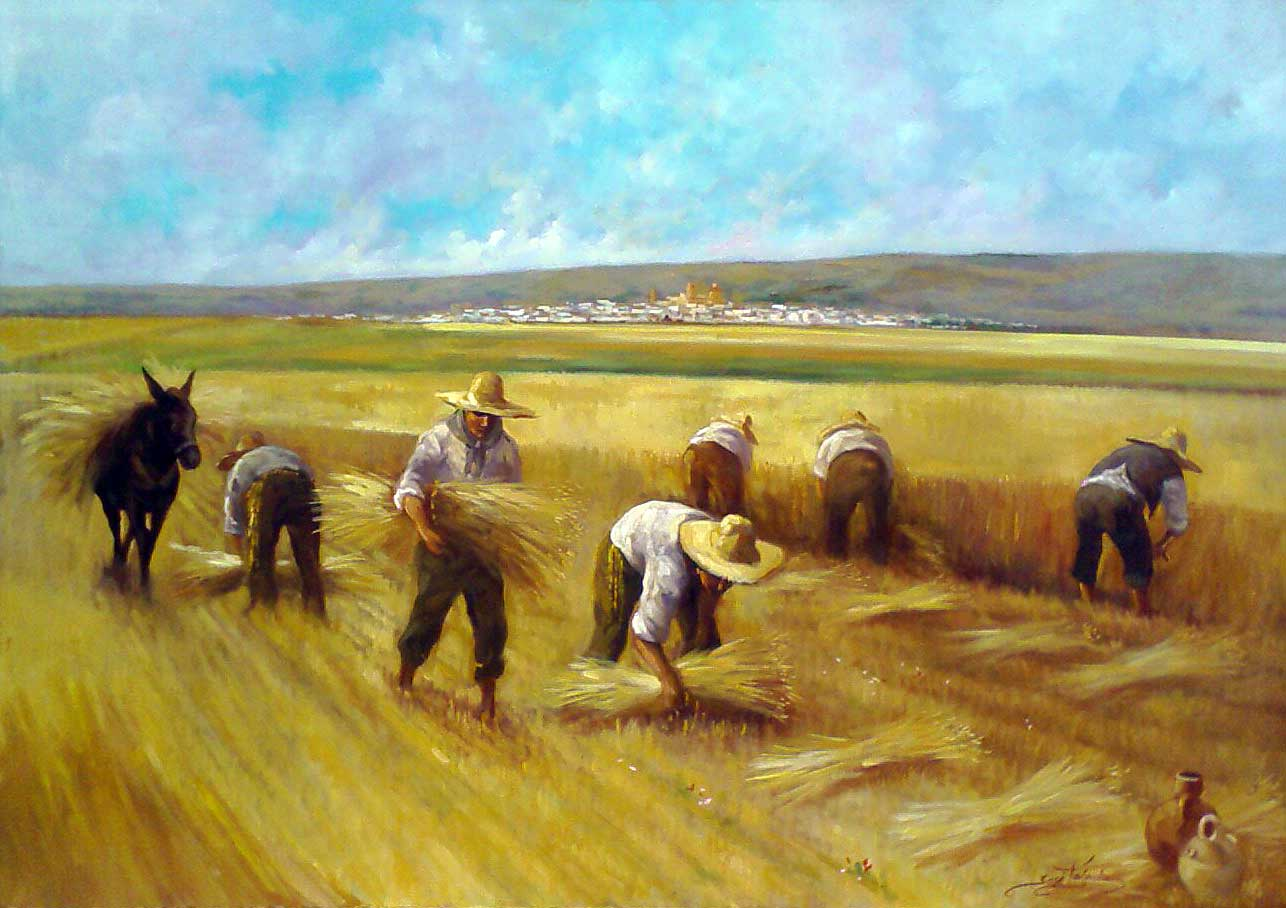
Óleo sobre lienzo, Vista retrospectiva de la siega en Sisante (José Tajada 2006)

Las fiestas más destacadas son las de la Asunción de la Virgen María (15 de agosto) y la Feria y Fiestas de Nuestro Padre Jesús Nazareno (del 13 al 17 de septiembre).
También la fiesta de san Antón (17 enero), día en el  san Antón procesiona por la localidad, se degustan la tradicional cuerva y por la tarde se bendicen a los animales y se hace una luminaria.( como tradición este día se dan 3 vueltas alrededor de la ermita , y así estar todo el año protegidos por san anton)
Además el muy conocido "jueves lardero" hace de Sisante un pueblo vacío ese día. La mayoría de la población se dirige al "Pocillo" para celebrar con amigos y familiares un día ya típico de este pueblo en el que los "quintos" son los protagonistas.